# Rosneft-Baltika
Rosneft-Baltika is een Russische luchtvaartmaatschappij met haar thuisbasis in Sint-Petersburg.

## Geschiedenis
Rosneft-Baltika is opgericht in 1997.

## Vloot
De vloot van Rosneft-Baltika bestaat uit:(nov.2006)
- 1 Yakolev Yak-40()
- 1 Yakolev Yak-40K